# 溴化钆
溴化钆是一种无机化合物，化学式为GdBr3。它是白色潮解性固体，具有FeBr3结构。

## 制备
溴化钆可由金属钆和溴化氢反应制得。GdPO4–PBr3–Br2体系的气相转移反应也可得到溴化钆。
从氢溴酸酸化的溴化钆的溶液中可以结晶出六水合物，直接加热会有部分水解，生成GdOBr，无水物需要用溴化铵处理得到。